# Phyllometra culminaria
Phyllometra culminaria är en fjärilsart som beskrevs av Eduard Friedrich Eversmann 1843. Phyllometra culminaria ingår i släktet Phyllometra och familjen mätare. Inga underarter finns listade i Catalogue of Life.